# Eskişehir Atatürk Stadı
Das Eskişehir Atatürk Stadı (auch Eskişehir Atatürk Stadyumu, deutsch Eskişehir-Atatürk-Stadion) war ein Fußballstadion in der türkischen Stadt Eskişehir.

## Geschichte
Der 1953 begonnene Bau war ab 1962 in Betrieb. Es bot 13.520 Sitzplätze. 2005 fand eine Renovierung der Gegentribüne statt. Hierbei wurden die Stehplätze in Sitzplätze umgebaut. Diese Modernisierung führte jedoch zum Kapazitätsverlust (die frühere Kapazität lag bei 24.000). Wie bereits in der Erstliga-Saison 1995/96 sollten hinter den Toren portative Tribünen errichtet werden, um so mehr Besuchern Platz bieten zu können. Das Stadion wurde hauptsächlich für Fußballspiele genutzt und war bis 2016 das Heimstadion des türkischen Fußballvereins Eskişehirspor, der zur Saison 2016/17 in das neue Eskişehir Yeni Atatürk Stadı wechselte. 
Am 14. Mai 2016 fand das letzte Ligaspiel im Eskişehir Atatürk Stadı statt. Der abstiegsbedrohte Eskişehirspor verlor mit 1:2 gegen Istanbul Başakşehir. Aus Frust über das Ergebnis rissen Besucher Sitze von den Tribünen und setzten Teile des Stadions in Brand. Das Stadion wurde mittlerweile abgerissen.

## Besonderheiten
Das Stadion in Eskişehir war eines der ersten in der Türkei, das mit einer Flutlichtanlage ausgestattet war. Ebenso wurde aus diesem Stadion erstmals ein internationales Spiel live im türkischen Fernsehen übertragen.